# Mutrécy
Mutrécy est une commune française, située dans le département du Calvados en région Normandie.

## Géographie

### Communes limitrophes
Les communes limitrophes sont  Amayé-sur-Orne, Boulon, Grimbosq, Laize-Clinchamps, Maizet et Saint-Laurent-de-Condel.
| Amayé-sur-Orne | Clinchamps-sur-Orne | Clinchamps-sur-Orne     |
| Maizet         | Mutrécy             | Boulon                  |
| Grimbosq       | Grimbosq            | Saint-Laurent-de-Condel |

### Géologie et relief
La superficie de la commune est de 6,71 km2 ; son altitude varie de 7  à   104 mètres.

### Hydrographie
La commune est située dans le bassin Seine-Normandie. Elle est drainée par l'Orne, le ruisseau de Coupe-Gorge, le fossé 03 de la Butte et un bras de l'Orne,,.
L'Orne, d'une longueur de 170 km, prend sa source dans la commune d'Aunou-sur-Orne et se jette  dans l'embouchure de l'Orne à Merville-Franceville-Plage, après avoir traversé 60 communes. Les caractéristiques hydrologiques de l'Orne sont données par la station hydrologique située sur la commune de Grimbosq. Le débit moyen mensuel est de 20,8 m3/s. Le débit moyen journalier maximum est de 240 m3/s, atteint lors de la crue du 4 février 2021. Le débit instantané maximal est quant à lui de 257 m3/s, atteint le même jour.

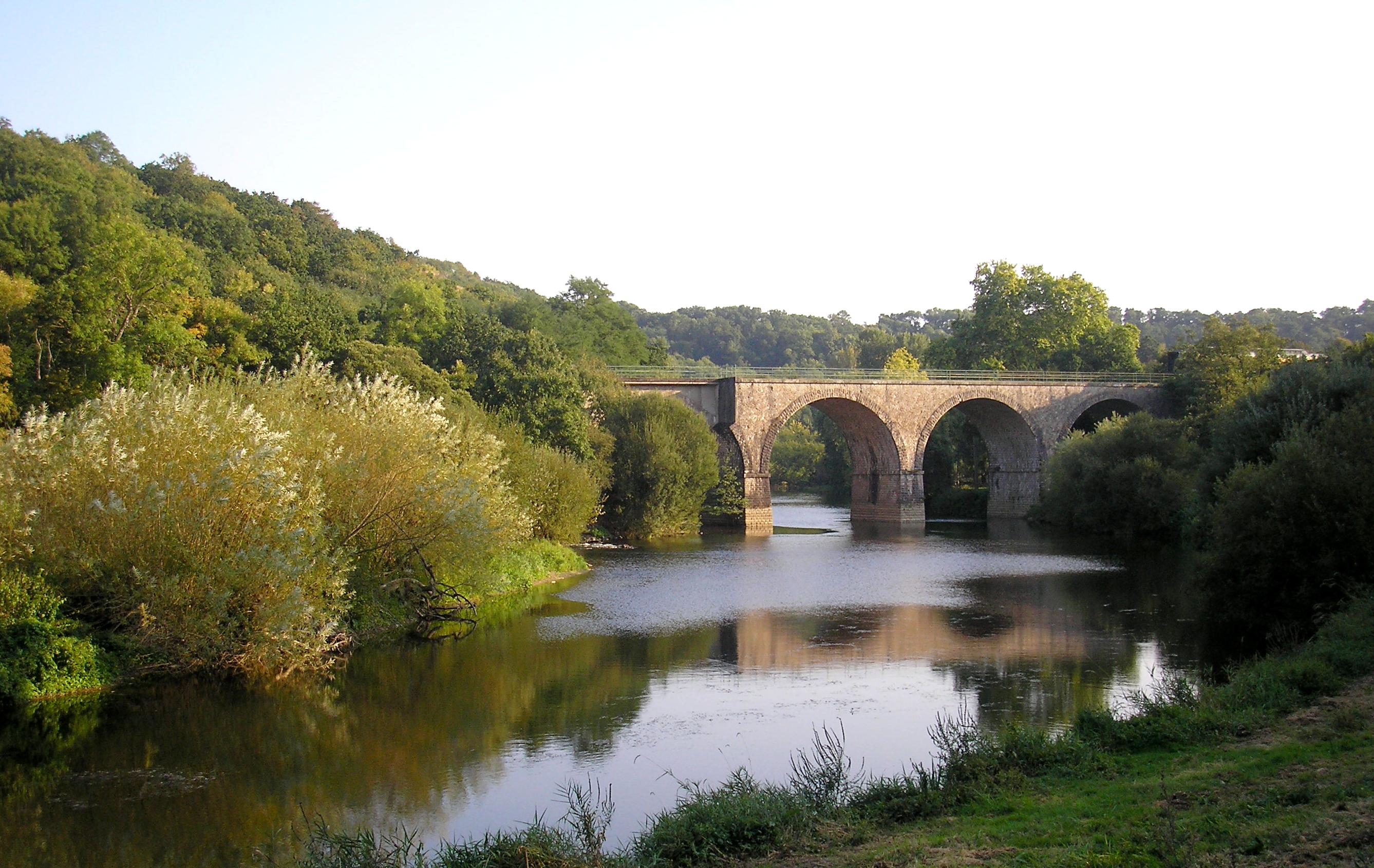
L'Orne entre Mutrécy et Maizet.
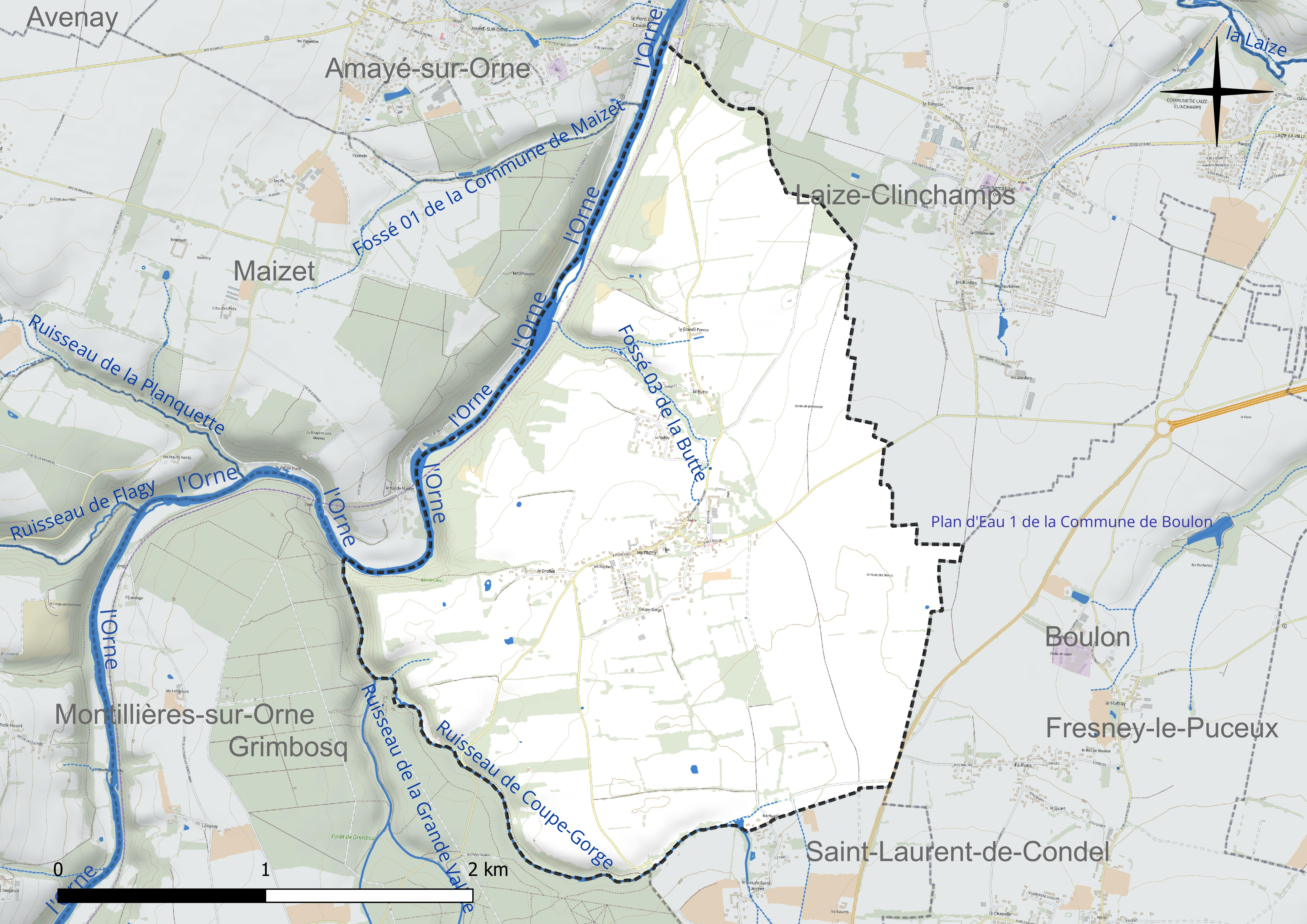
Réseau hydrographique de Mutrécy[Note 2].

### Climat
Pour des articles plus généraux, voir Climat de la Normandie et Climat du Calvados.
En 2010, le climat de la commune est de type climat océanique altéré, selon une étude du CNRS s'appuyant sur une série de données couvrant la période 1971-2000. En 2020, Météo-France publie une typologie des climats de la France métropolitaine dans laquelle la commune est exposée à un climat océanique et est dans la région climatique Normandie (Cotentin, Orne), caractérisée par une pluviométrie relativement élevée (850 mm/a) et un été frais (15,5 °C) et venté.
Pour la période 1971-2000, la température annuelle moyenne est de 10,4 °C, avec  une amplitude thermique annuelle de 12,2 °C. Le cumul annuel moyen de précipitations est de 761 mm, avec 11,9 jours de précipitations en janvier et 7,5 jours en juillet. Pour la période 1991-2020, la température moyenne annuelle observée sur la station météorologique la plus proche, située sur la commune de Fresney-le-Vieux à 7 km à vol d'oiseau, est de 10,8 °C et le cumul annuel moyen de précipitations est de 826,3 mm,. Pour l'avenir, les paramètres climatiques de la commune estimés pour 2050 selon différents scénarios d'émission de gaz à effet de serre sont consultables sur un site dédié publié par Météo-France en novembre 2022.

## Urbanisme

### Typologie
Au 1er janvier 2024, Mutrécy est catégorisée commune rurale à habitat dispersé, selon la nouvelle grille communale de densité à 7 niveaux définie par l'Insee en 2022.
Elle est située hors unité urbaine. Par ailleurs la commune fait partie de l'aire d'attraction de Caen, dont elle est une commune de la couronne,. Cette aire, qui regroupe 296 communes, est catégorisée dans les aires de 200 000 à moins de 700 000 habitants,.

### Occupation des sols

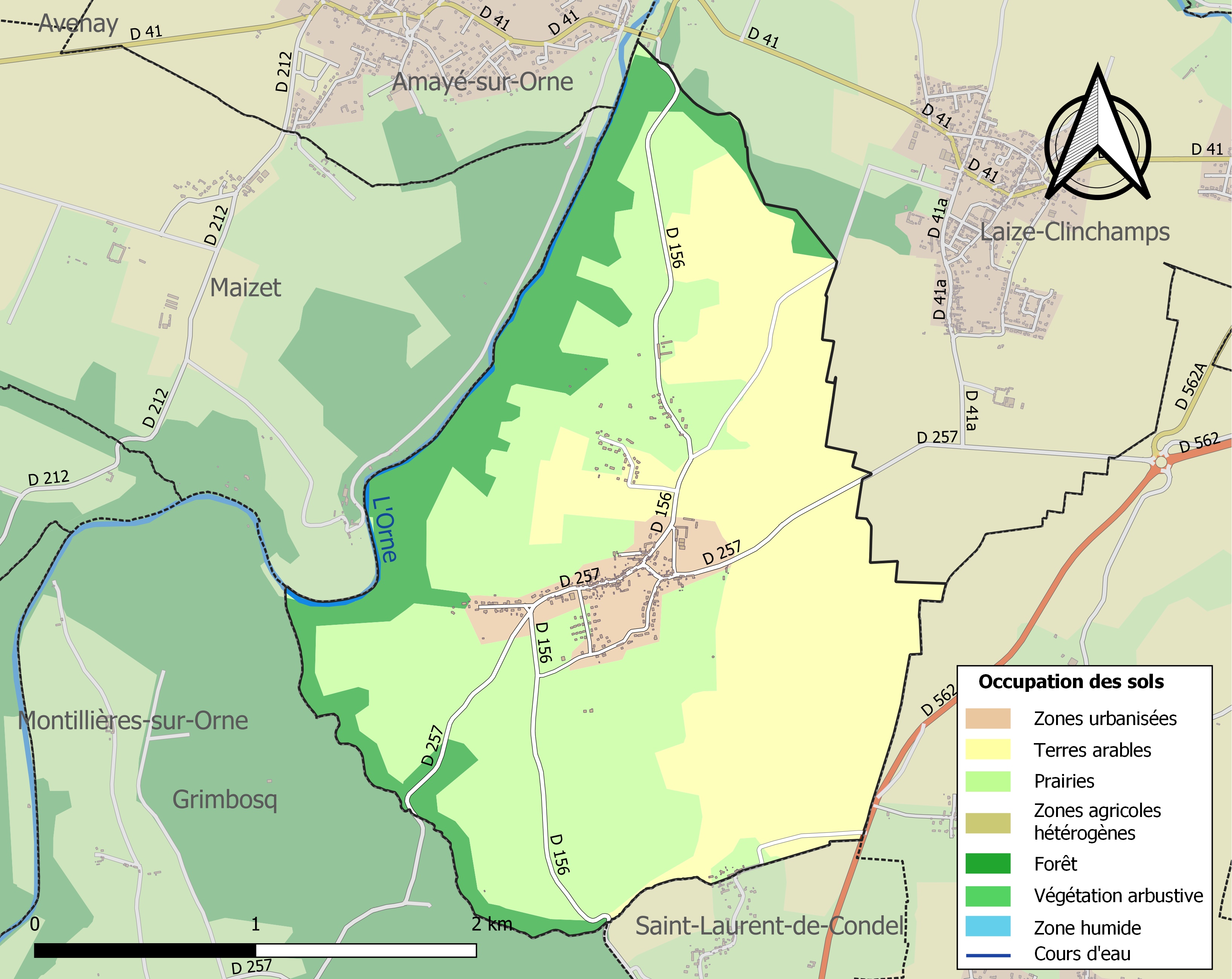
Carte des infrastructures et de l'occupation des sols de la commune en 2018 (CLC).

L'occupation des sols de la commune, telle qu'elle ressort de la base de données européenne d'occupation biophysique des sols Corine Land Cover (CLC), est marquée par l'importance des territoires agricoles (79 % en 2018), en diminution par rapport à 1990 (84,3 %). La répartition détaillée en 2018 est la suivante : 
prairies (41,7 %), terres arables (37,3 %), forêts (15,7 %), zones urbanisées (5,3 %). L'évolution de l'occupation des sols de la commune et de ses infrastructures peut être observée sur les différentes représentations cartographiques du territoire : la carte de Cassini (XVIIIe siècle), la carte d'état-major (1820-1866) et les cartes ou photos aériennes de l'IGN pour la période actuelle (1950 à aujourd'hui).

### Habitat et logement
En 2020, le nombre total de logements dans la commune était de 192, alors qu'il était de 141 en 2015 et de 129 en 2010.
Parmi ces logements, 92,5 % étaient des résidences principales, 2,7 % des résidences secondaires et 4,8 % des logements vacants. Ces logements étaient pour 100 % d'entre eux des maisons individuelles et pour 0 % des appartements.
Le tableau ci-dessous présente la typologie des logements à Mutrécy en 2020 en comparaison avec celle du Calvados et de la France entière. Une caractéristique marquante du parc de logements est ainsi une proportion de résidences secondaires et logements occasionnels (2,7 %) inférieure à celle du département (17,9 %) et  à celle de la France entière (9,7 %). Concernant le statut d'occupation de ces logements, 92,8 % des habitants de la commune sont propriétaires de leur logement (95,3 % en 2015), contre 57,2 % pour le Calvados et 57,5 pour la France entière.
| Typologie                                               | Mutrécy | Calvados | France entière |
| ------------------------------------------------------- | ------- | -------- | -------------- |
| Résidences principales (en %)                           | 92,5    | 75,3     | 82,1           |
| Résidences secondaires et logements occasionnels (en %) | 2,7     | 17,9     | 9,7            |
| Logements vacants (en %)                                | 4,8     | 6,8      | 8,2            |

## Toponymie
Le nom de la localité est attesté sous les formes Mustrecie en  1180; Multreceium et Mustreceium en 1198; Mustrecium en 1246; Mustrecie en 1307; ecclesia de Mutrecie vers 1350; Mutrecia en 1356; Mutrecy en 1371; Muterecy en 1371; Mutrecium au XIVe siècle; Meutrecy en 1585; Mitrecy en 1640.
Le sens du toponyme est obscur.

## Histoire
La gare de Mutrécy, située sur la ligne de Caen à Cerisy-Belle-Étoile (dite ligne de Caen à Flers), est mise en service le 15 mai 1873 par la Compagnie des chemins de fer de l'Ouest. Elle se trouvait plus proche du bourg d'Amayé-sur-Orne que du village de Mutrécy, et elle facilitait alors le déplacement des personnes et le transport des marchandises. Avec le développement de l'automobile, la petite gare pert de son importance et ferme à tous trafics en 1970.

## Politique et administration

### Rattachements administratifs et électoraux

#### Rattachements administratifs
La commune se trouve depuis 1926 dans l'arrondissement de Caen du département du Calvados.
Elle faisait partie depuis 1793 du canton de Bretteville-sur-Laize. Dans le cadre du redécoupage cantonal de 2014 en France, cette circonscription administrative territoriale a disparu, et le canton n'est plus qu'une circonscription électorale.

#### Rattachements électoraux
Pour les élections départementales, la commune fait partie depuis 2014 du canton du Hom
Pour l'élection des députés, elle fait partie de la troisième circonscription du Calvados.

### Intercommunalité
Mutrécy était membre de la communauté de communes de la Suisse normande, un établissement public de coopération intercommunale (EPCI) à fiscalité propre créé fin 1996 et auquel la commune avait transféré un certain nombre de ses compétences, dans les conditions déterminées par le code général des collectivités territoriales.
Dans le cadre des dispositions de la loi portant nouvelle organisation territoriale de la République du 7 août 2015, qui prévoit que les établissements publics de coopération intercommunale (EPCI) à fiscalité propre doivent avoir un minimum de 15 000 habitants, cette intercommunalité a fusionné avec sa voisine pour former, le 1er janvier 2017, la communauté de communes Cingal-Suisse Normande, dont est désormais membre la commune.

### Liste des maires
| Période                                  | Période                   | Identité        | Étiquette | Qualité                                                  |
| ---------------------------------------- | ------------------------- | --------------- | --------- | -------------------------------------------------------- |
| Les données manquantes sont à compléter. |                           |                 |           |                                                          |
|                                          |                           |                 |           |                                                          |
| juin 1995                                | En cours (au 6 juin 2023) | Gérard Valentin | SE        | Artisan fondeur retraité Réélu pour le mandat 2020-2026, |

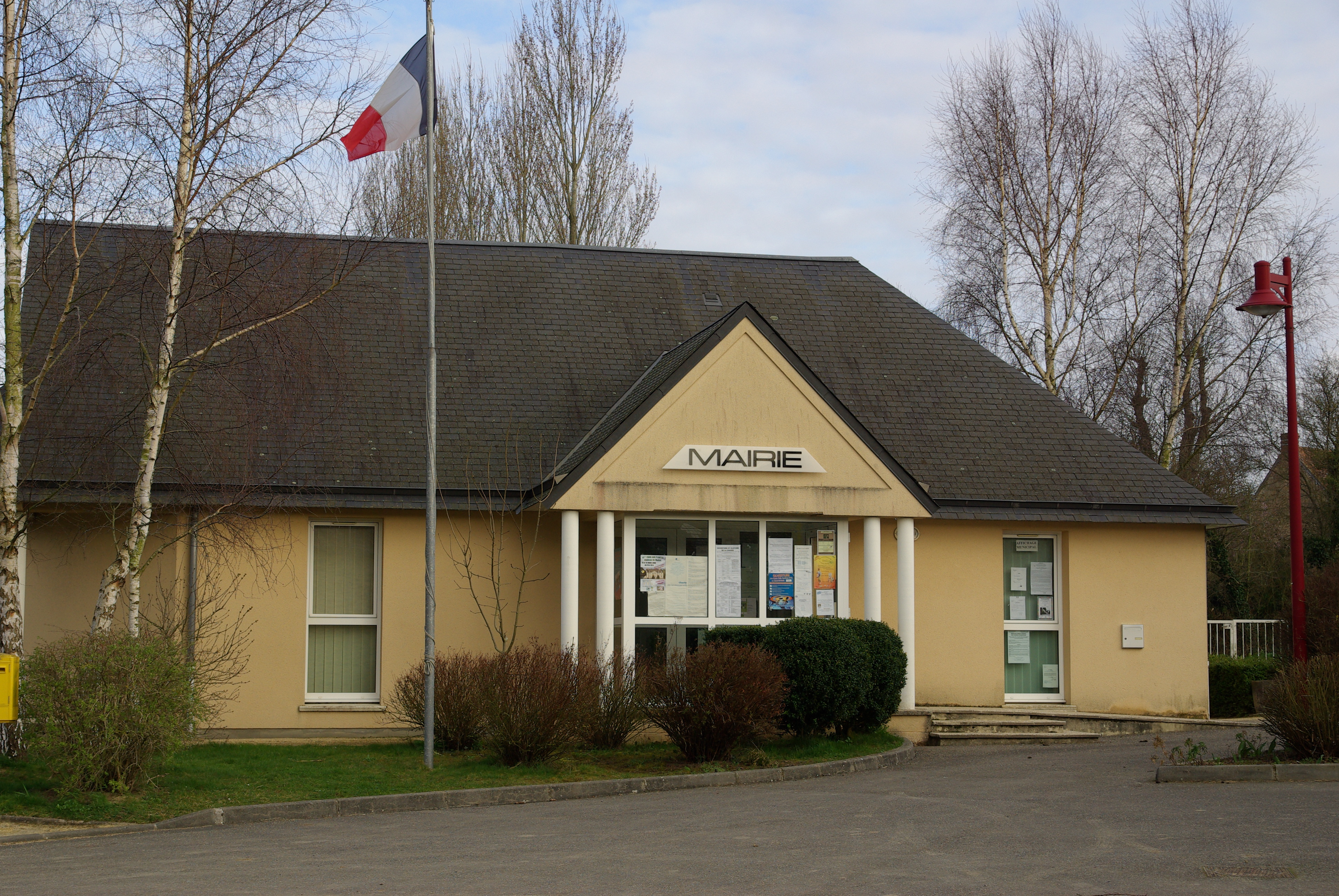
La mairie.
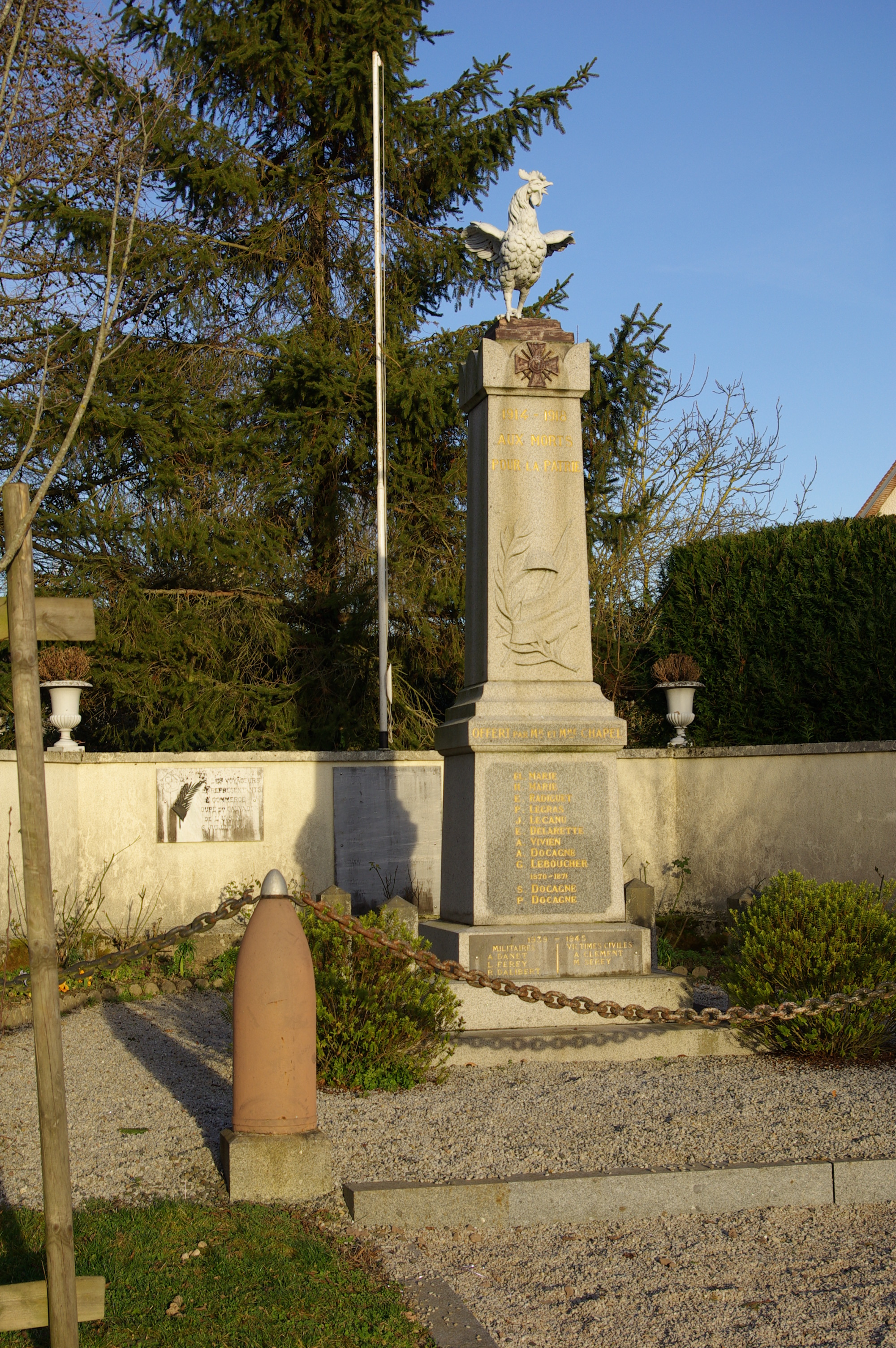
Le monument aux morts.

## Démographie
L'évolution du nombre d'habitants est connue à travers les recensements de la population effectués dans la commune depuis 1793. Pour les communes de moins de 10 000 habitants, une enquête de recensement portant sur toute la population est réalisée tous les cinq ans, les populations de référence des années intermédiaires étant quant à elles estimées par interpolation ou extrapolation. Pour la commune, le premier recensement exhaustif entrant dans le cadre du nouveau dispositif a été réalisé en 2006.

En 2022, la commune comptait 578 habitants, en évolution de +61 % par rapport à 2016 (Calvados : +1,58 %, France hors Mayotte : +2,11 %).
| 1793 | 1800 | 1806 | 1821 | 1831 | 1836 | 1841 | 1846 | 1851 |
| ---- | ---- | ---- | ---- | ---- | ---- | ---- | ---- | ---- |
| 319  | 369  | 400  | 410  | 404  | 412  | 390  | 402  | 408  |

| 1856 | 1861 | 1866 | 1872 | 1876 | 1881 | 1886 | 1891 | 1896 |
| ---- | ---- | ---- | ---- | ---- | ---- | ---- | ---- | ---- |
| 385  | 375  | 347  | 311  | 280  | 260  | 265  | 266  | 242  |

| 1901 | 1906 | 1911 | 1921 | 1926 | 1931 | 1936 | 1946 | 1954 |
| ---- | ---- | ---- | ---- | ---- | ---- | ---- | ---- | ---- |
| 227  | 201  | 193  | 220  | 176  | 173  | 146  | 190  | 187  |

| 1962 | 1968 | 1975 | 1982 | 1990 | 1999 | 2006 | 2011 | 2016 |
| ---- | ---- | ---- | ---- | ---- | ---- | ---- | ---- | ---- |
| 203  | 189  | 207  | 216  | 219  | 266  | 318  | 356  | 359  |

| 2021 | 2022 | - | - | - | - | - | - | - |
| ---- | ---- | - | - | - | - | - | - | - |
| 542  | 578  | - | - | - | - | - | - | - |

## Économie

### Agriculture
Au recensement agricole de 2000, Mutrécy comptait six exploitations agricoles professionnelles contre huit en 1988.

## Lieux et monuments
- L'église Saint-Clair, datant en partie du XIe siècle, dont le portail fait l'objet d'une inscription au titre des monuments historiques depuis le 22 octobre 1913[32]. Le mur de l'église est remarquable par son appareil en arête-de-poisson. Les fenêtres sont gothiques, le clocher-porche et les retables sont du XVIIIe siècle.
- Le lavoir sur la rue du Pont-du-Coudray.
- La gare, dont le service dure du 15 mai 1873 au 3 mai 1970.
- Manoir de la Pivardière (XVIIe siècle).
- La statue de la Vierge Marie écrasant le serpent dans la rue du Pont-du-Coudray au lieu-dit la Butte.
- Le calvaire sur la place du Calvaire.
- Le monument aux morts des deux guerres mondiales au giratoire de la rue Principale, la rue du Pont-du-Coudray et la rue de l'Église.
- Circuits de randonnée pédestre. La commune est traversée par le sentier de Grande Randonnée 36.

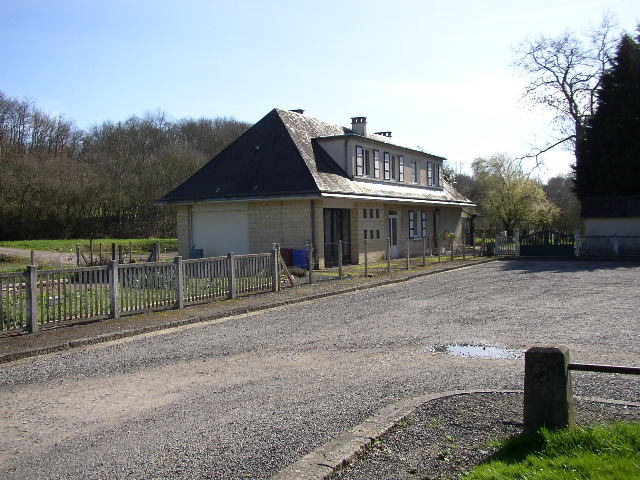
La gare.
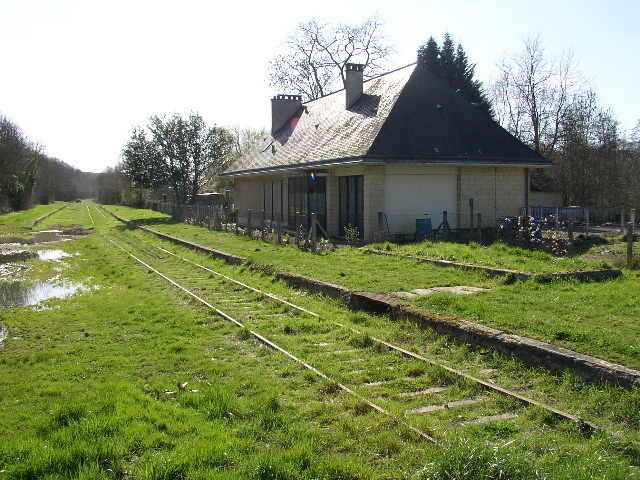
La gare, côté quais.
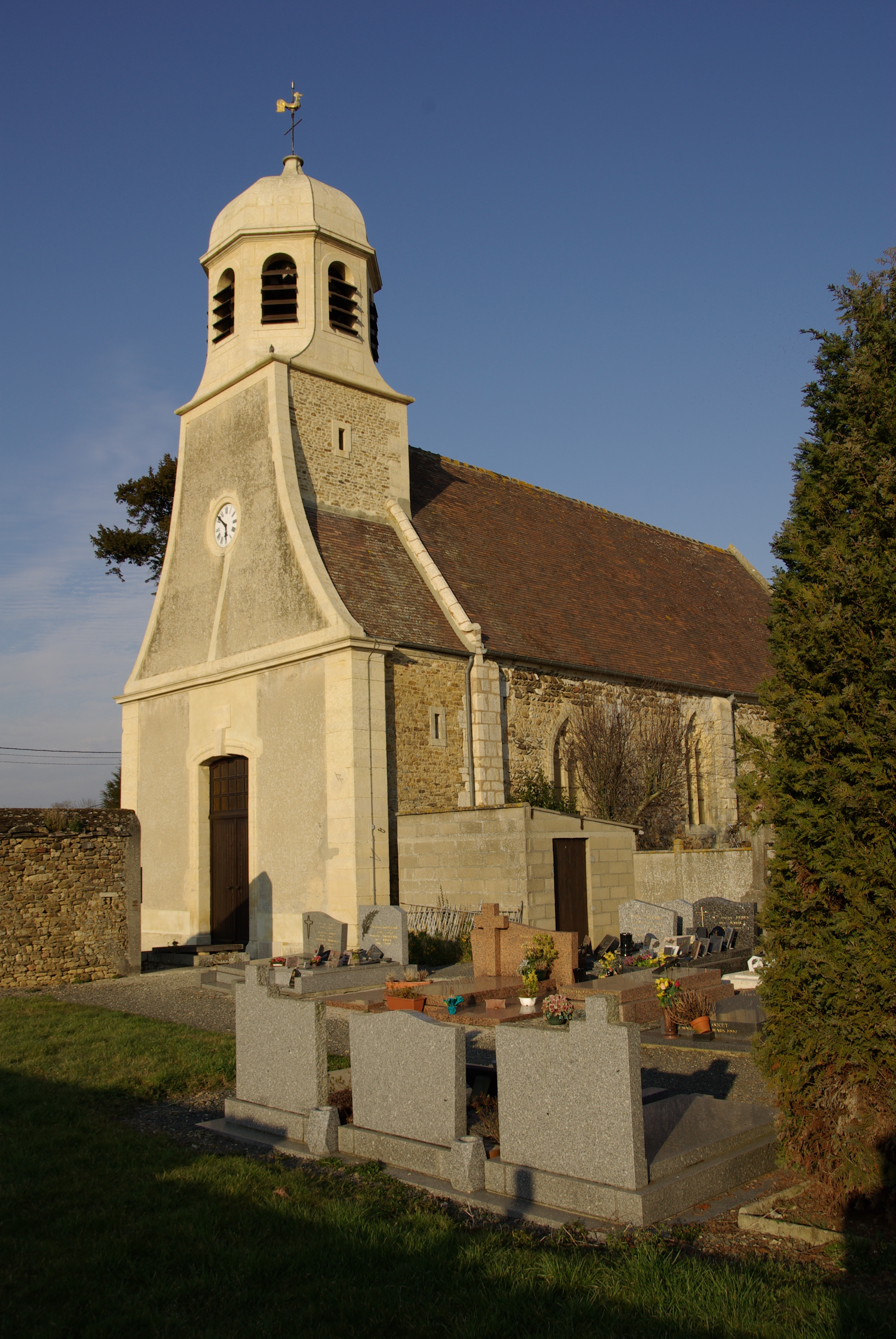
L'église Saint-Clair du XIe siècle.
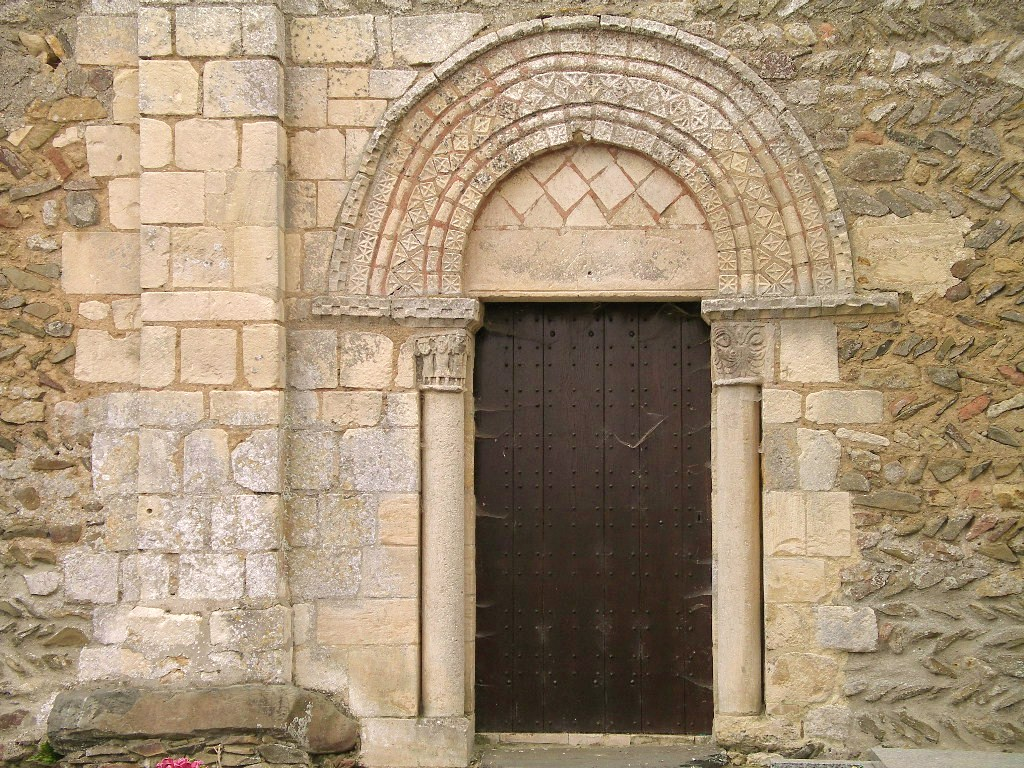
Le portail nord classé.
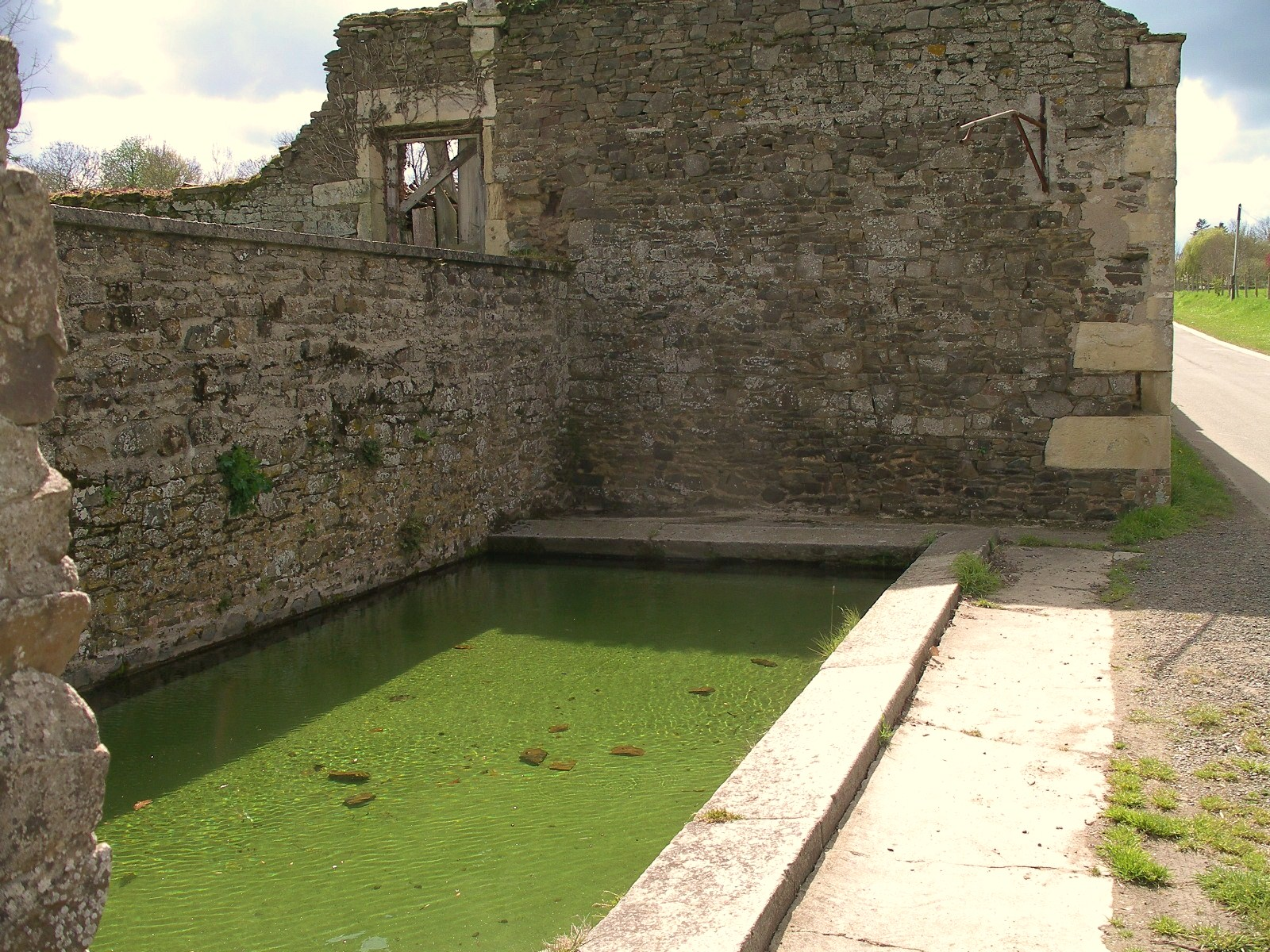
Le lavoir.

## Personnalités liées à la commune
- Jean-Pierre François de Chazot (1739-1797), mort à Mutrécy, général dont le nom est gravé sous l'arc de triomphe de l'Étoile à Paris.
- Fernand Bignon (1888-1969), photographe, était agriculteur à Mutrécy après la Première Guerre mondiale.

## Pour approfondir

### Arfticles connexes
- Liste des communes du Calvados